# Замбија на Светском првенству у атлетици на отвореном 2013.
Замбија је учествовала на Светском првенству у атлетици на отвореном 2013. одржаном у Москви од 10. до 18. августа тринаести пут. Репрезентацију Замбије је представљало 3 учесника (2 мушкараца и 1 жена) који су се такмичили у 3 дисциплине (2 мушке и 1 женска). , 
На овом првенству Замбија није освојила ниједну медаљу, нити је постигнут неки рекорд.

## Учесници
| Мушкарци: - Принс Мумба — 800 м - Џордан Чипангама — Маратон | Жене: - Ивон Налишува — 100 м |  |

## Резултати

### Мушкарци
| Атлетичар        | Дисциплина | Лични рекорд | Квалификације | Квалификације | Полуфинале           | Полуфинале           | Финале               | Финале       | Детаљи |
| Атлетичар        | Дисциплина | Лични рекорд | Резултат      | Место         | Резултат             | Место                | Резултат             | Место        | Детаљи |
| ---------------- | ---------- | ------------ | ------------- | ------------- | -------------------- | -------------------- | -------------------- | ------------ | ------ |
| Принс Мумба      | 800 м      | 1:46,14 НР   | 1:47,85       | 5. у гр 4     | Није се квалификовао | Није се квалификовао | Није се квалификовао | 29 / 47 (49) |        |
| Џордан Чипангама | Маратон    | 2:13:08      |               |               |                      |                      | 2:19:47              | 29 / 50 (70) |        |

### Жене
| Атлетичарка   | Дисциплина | Лични рекорд | Квалификације | Квалификације | Полуфинале            | Полуфинале            | Финале                | Финале       | Детаљи |
| Атлетичарка   | Дисциплина | Лични рекорд | Резултат      | Место         | Резултат              | Место                 | Резултат              | Место        | Детаљи |
| ------------- | ---------- | ------------ | ------------- | ------------- | --------------------- | --------------------- | --------------------- | ------------ | ------ |
| Ивон Налишува | 100 м      | 12,35        | 12,47         | 7. у гр. 1    | Није се квалификовала | Није се квалификовала | Није се квалификовала | 40 / 45 (47) |        |